# Mit o długowieczności Hunzakuts
Mit o długowieczności Hunzakuts – odnosi się do mieszkańców księstwa Hunzy w zachodnim Karakorum, nazywających siebie w języku buruszaski Hunzakuts (Hunzukuts lub Hunzakuc, zależnie od systemu zapisu), o których w latach 30. XX w. powstało niepoparte badaniami ani statystyką mniemanie, że zachowują doskonałe zdrowie do niebywale późnej starości. Udział w powstaniu tego miała Emily Lorimer dzięki sielankowym opowieściom o pobycie w gościnie u władcy Hunzy, które ukazywały się w popularnych brytyjskich magazynach. Idea związku długowieczności z dietą opartą na owocach, zbożach i warzywach podchwycona została przez Ralpha Birchera, syna twórcy recepty musli i wpływowego dietetyka Maxa Birchera-Bennera. Wydana w 1942 książka Ralpha Birchera o długowiecznych Hunzakuts dała początek światowej karierze tego mitu. Według niego mieszkańcy Hunzy dożywają bardzo późnej starości, pozostając przy tym zdrowi, pełni energii i radości życia, dzięki spożywaniu naturalnych produktów z ekologicznie uprawianego rolnictwa, przeważnie w formie surowej i niemal bez udziału mięs, oraz dzięki okresom postu. Prowadzone później badania medyczne nie potwierdziły wyjątkowego, ponadprzeciętnego zdrowia mieszkańców Hunzy, a o ich długowieczności nie mogły zaświadczyć żadne dokumenty, ponieważ buruszaski był do niedawna językiem jedynie mówionym, a Buruszowie pozostawali niepiśmienni. Mit o długowieczności, rozbudowany dalej w mit o Hunzie jako krainie powszechnej szczęśliwości, okazał się jedną z głównych atrakcji turystycznych (obok otaczających Hunzę gór). Był on wspierany w połowie XX w. przede wszystkim przez rządzącego Hunzą Jamala Chana, który razem ze swym najbliższym otoczeniem ciągnął z ruchu turystycznego wielorakie korzyści, także materialne. Wraz z rozwiązaniem księstwa w 1974 r., zmianami politycznymi i gospodarczymi w regionie, a przede wszystkim wzrostem wiedzy, siła oddziaływania mitu osłabła.
Wydana w 2020 r. monografia Hunza Matters autorstwa niemieckiego geografa i antropologa Hermanna Kreutzmanna zawiera liczne szczegółowe opisy historycznego tła narodzin mitu o księstwie Hunzy jako krainie szczęśliwości długowiecznych mieszkańców, ukazuje wewnętrzne mechanizmy w państwie Hunzy, które sprzyjały nabraniu przez ten mit ogólnoświatowej popularności oraz daje szczegółowy obraz funkcjonowanie zaprzeczającej mu rzeczywistości. W ocenie H. Kreutzmanna: „Ludzie z zewnątrz wnieśli do doliny własne oczekiwania i zapatrywania, czego rezultatem okazała się cyniczna konstelacja propagująca mit długowieczności na obszarze dotkniętym poważnym niedostatkiem żywności i okresami głodu. Odwiedzający Karakorum w poszukiwaniu Shangri-La podnieśli Hunzę do statusu państwa szczęścia, bezpieczeństwa, porządku i zadowolenia, statusu wykorzystywanego przez elitę rządzącą do ciągnięcia zysków z przemysłu turystycznego. Mity wkraczające do Doliny Hunzy spoza jej obszaru wywyższały jedną grupę – Buruszów z centralnej części doliny – kosztem deprecjonowania innych. Wśród dyskryminowanych grup znaleźli się mieszkańcy Nagiru i Wachowie. Mit, który przyszedł z zewnątrz, dojrzał z czasem, by zostać zinstrumentalizowany przez tych wewnątrz kraju”.

## Pierwsze informacje

### Koniec XIX w.
Pierwsze systematyczne informacje na temat ludów zamieszkujących Dolinę Hunzy zawarte były w raportach i dziennikach brytyjskich oficerów i urzędników w służbie Indii Brytyjskich (British Political Agents), poczynając od Johna Biddulpha. W latach 1877–1881 pełnił on w Gilgicie funkcję Political Agent, co pozwoliło mu lepiej poznać region i dodać do wcześniejszych doświadczeń z podróży do Hunzy i Chińskiego Turkiestanu (a dokładniej Yarkandu). W 1880 r. opublikował książkę The Tribes of the Hindoo Koosh, w której wiele miejsca poświęca Buruszom i ich państewkom – Hunzie i Nagirowi. Według relacji Biddulpha mieszkańcy Hunzy (których nazywa the Hunza people lub the people of Hunza) są co prawda muzułmanami, ale nie przestrzegają reguł halal (np. w przygotowywaniu mięsa) i piją duża wina (great wine-drinkers); żyją z rolnictwa, a wśród upraw dominują morele, które suszone wyprawiane są w znacznych ilościach do Pendżabu. Ponadto Biddulph komentuje niemoralne, jego zdaniem, prowadzenie się młodych ludzi, skorych do nieograniczanych niczym kontaktów, prowadzących do częstego i społecznie akceptowanego dzieciobójstwa.
Innym podróżnikiem, który podobnie jak Biddulph zdołał dotrzeć do stolicy Hunzy Baltitu, był Polak Bronisław Grąbczewski, dokonujący w 1888 r. rekonesansu tamtego rejonu Karakorum od strony północnej jako osoba prywatna, choć na zlecenie Rosyjskiego Towarzystwa Geograficznego. Jego relacje na temat Buruszów oraz ich stylu i warunków życia w Hunzie były znacznie obszerniejsze od prac poprzedników. Grąbczewski po ciężkiej przeprawie przez góry spędził w Hunzie (goszczony co prawda przez jej władcę Safdara Ali Chana, choć musiał za to płacić) trzy tygodnie, które wypełniło wiele negatywnych obserwacji, szczególnie na temat samego thama (w języku buruszaski tham to tytuł władcy) i jego otoczenia. Zapiski w dzienniku wspominają o niskim stanie higieny, także osobistej, wszechobecnym brudzie, robactwie, biedzie, a w konsekwencji – fatalnym stanie zdrowia. Co dnia nachodziły członków wyprawy osoby dopraszające się lekarskiej interwencji, także samemu thamowi musiał Grąbczewski służyć pomocą medyczną i zasobami podróżnej apteczki. Przypadłości, które odnotowano, to były głównie choroby oczu i zębów, syfilis, wysypki i opryszczka. O tej stronie życia ludzi w Hunzie mówią dzienniki Grąbczewskiego, natomiast nie rozwodził się o niej w swojej książce Przez Pamiry i Hindukusz.

### Lata 1930.

#### Reginald Schomberg
Brytyjskie władze kolonialne, reprezentowane przez urząd Political Agent, nadzorowały opracowywanie wielostronnych i szczegółowych raportów (czasem tajnych) opisujących ludy żyjące w dystrykcie Gilgit Agency, szczególnie po ich podboju w 1891 r. w wyniku kampanii o Hunzę i Nagir. Objęto tamtejsze ludy wspólną nazwą Dardowie (Dards), a rejon pomiędzy wschodnim Hindukuszem a Karakorum określano – równie nieprecyzyjnie – Dardystan. W latach 30. XX w. obszernie i bardzo krytycznie o stosunkach społecznych i gospodarczych panujących w Hunzie rozpisywał się w raportach do najwyższych władz kolonialnych brytyjski funkcjonariusz (i tajny informator) Reginald Schomberg. Choć był podróżnikiem o rozległej wiedzy (mówił płynnie czterema z lokalnych języków Dardystanu) i z wieloletnim doświadczeniem, nie uchroniło go to od ferowania często skrajnych poglądów, zabarwionych stronniczością, rasizmem i innymi uprzedzeniami. Akurat Buruszów darzył większą sympatią, otwarcie mówił jednak o ich skłonności do nadużywania alkoholu, a przede wszystkim o chciwości, pazerności i bezwzględności władców (w jego opinii – tyranów) Hunzy i Nagiru, wymuszających niesprawiedliwe obciążenia niższych warstw społecznych, ich nieodpłatną pracę niewolniczą i brak swobody w nabywaniu ziemi, a nawet w poruszaniu się poza najbliższe otoczenie. Ton i treść jego sądów w utworach wydanych drukiem (ogłosił cztery książki i wiele artykułów, m.in. w brytyjskim „Alpine Journal”) były mniej radykalne, choć pozostawały krytyczne. Władze kolonialne, zarówno na miejscu, jak i w Londynie, ignorowały alarmistyczny ton raportów Schomberga, a inne sprawozdania z Hunzy oceniały na ogół rządy Nazima Chana jako niebudzące zastrzeżeń (satisfactory).

#### David i Emily Lorimerowie
Podróże Schomberga do najodleglejszych bocznych dolin Hunzy zbiegły się na krótko w czasie (w 1934 r.) z 15-miesięcznym pobytem w Hunzie brytyjskiego małżeństwa Lorimerów: David L.R. Lorimer, obok politycznych funkcji urzędniczych (Political Agent) przy rządzie indyjskim był badaczem języków, m.in. buruszaskiego, a Emily Overend Lorimer była dziennikarką, pisarką, fotografem i tłumaczką. W przeciwieństwie do podróżującego po całej dolinie Schomberga, Lorimerowie przebywali przeważnie w Aliabadzie, gdzie mieszkali, i w Balticie, w najbliższym otoczeniu thama Nazima Chana, i czuli się osobiście z nim zaprzyjaźnieni; stąd też ich relacje na temat Hunzy i Buruszów są zgoła inne od relacji Schomberga. O wybiórczym obrazie Hunzy wyłaniającym się ze wspólnego dorobku Lorimerów H. Kreutzmann mówi jako o „elitarnym spojrzeniu” (the elite view) na społeczeństwo i historię Hunzy.

## Wizja szczęśliwej autokracji – koniec lat 1930.
Podczas gdy D. Lorimer publikował na tematy ściśle naukowe (głównie dotyczące języków buruszaski i wachański oraz antropologii), jego żona ogłaszała w latach 1936–1938 artykuły na popularne tematy w takich brytyjskich magazynach jak: „The Geographical Magazine”, oficjalnej publikacji Royal Geographical Society, „Antiquity. A Review of World Archeology”, „The Listener”, a w 1939 r. ukazała się tom jej wspomnień z Hunzy pt. Language Hunting in the Karakoram. Jej zainteresowania skupiały się na życiu codziennym w Hunzie, które dzięki znajomości buruszaskiego i bezpośrednim kontaktom z kobietami mogła poznać z pierwszej ręki. Odmalowany jednak przez nią jednowymiarowy, uproszczony wizerunek Hunzy jest efektem zarówno jej skłonności do sentymentalnego widzenia świata (E. Lorimer chętnie posługuje się np. wykrzyknikami i przymiotnikami w stopniu najwyższym), jak i zdolności marketingowych. Jej poglądy wykazują też wiele uprzedzeń, np. porównując Buruszów mieszkających w Nagirze (zwanych w buruszaskim Nagarkuts), na południowym brzegu Hunzy pozostającym zimą przez długi okres w cieniu, z Buruszami mieszkającymi w leżącej na północnym brzegu rzeki Hunzie (Hunzakuts) i cieszącymi się nasłonecznieniem przez cały rok, odmawiała tym pierwszym tych pozytywnych cech charakteru i inteligencji, które czynią mieszkańców Hunzy wyjątkowymi. Negatywny obraz mieszkańców Nagiru, kontrastowany z pozytywnymi wyobrażeniami na temat mieszkańców Hunzy, stał się w ten sposób elementem mitu Hunzy. O tym, jak pozytywny był malowany przez nią obraz życia w Hunzie świadczą już tytuły jej artykułów: „Pleasant life in Hunza”, „Civilisation without shops”, „An unspoiled people”, „Thrifty housekeeping in the Karakorum”, „Bleak Hunza laughs at hardship”. Również to, co miała do powiedzenia na temat władcy Hunzy i jego poddanych skrajnie różniło się od wizji malowanej przez Schomberga. Tak pisała o thamie w jednej ze swoich pierwszych relacji z Hunzy: „Od 43 lat nasz zaufany przyjaciel i wierny sojusznik, sir Muhammed Nazim Chan, mir Hunzy, strzeże dla nas tej bramy do Indii i rządzi swoim ludem, liczącym około 14 tysięcy osób, w sposób stanowczy, mądry i wyrozumiały. Jest zapewne najbardziej absolutnym władcą na ziemi, ale uśmiechnięte twarze jego ludu, dumne dostojeństwo ich zachowania, nieskrępowana swoboda wypowiadania sądów w prywatnych rozmowach i publicznie, zadają kłam opowieściom o tyranii i ucisku, którym czasami doją posłuch szukający sensacji podróżnicy”. Do wyidealizowanego obrazu długich rządów Nazima Chana dodał jeszcze – napisany, jak się przypuszcza, przez Emily Lorimer – nekrolog po śmierci Nazima Chana i ogłoszony w „The Times” 25 lipca 1938 r., a o którym H. Kreutzmann mówi, że żaden inny opis nie mógłby być dalszy od twardej rzeczywistości życia w dolinie. Propagowana przez Emily Lorimer wizja kraju rządzonego twardą, ale życzliwą ręką, którego obywatele żyją w sposób prosty, ale szczęśliwy, współgrała ze zdobywającą w latach 30. XX w. sławę legendą o ukrytej w Azji Środkowej krainie szczęśliwości – Shangri-La.

## Mit Shangri-La
Popularny, głównie na obszarze anglosaskim, topos krainy naturalnego piękna i szczęśliwości jej długowiecznych mieszkańców – Shangri-La – umieszczał ją gdzieś w Tybecie albo w Himalajach. W. Kopaliński określił ją jako mityczną, himalajską Utopię. Jakkolwiek idea ukrytej pośród najwyższych gór, z dala od cywilizacji, doliny duchowego spokoju, harmonii i kontemplacji (zwanej w tybetańskim beyul) ma wielowiekową tybetańską proweniencję, to do świadomości zachodniej wprowadziła ją książka o treści przygodowej. Opublikowany w 1933 r. Lost Horizon brytyjskiego pisarza Jamesa Hiltona zdobył natychmiastową popularność, a wkrótce przetłumaczono go na ponad 30 języków, w tym na polski. Tak chwytliwy był temat tego utworu, że pierwszy z dwóch nakręconych na jego podstawie filmów wszedł na ekrany już w 1937 r. Lost Horizon w walnej mierze przyczynił się do rozpowszechnienia mitu rajskiego, górskiego kraju, w którym ludzie, żyjąc w harmonii ze sobą i otaczającą ich przyrodą, z dala od cywilizacji, dożywają zdrowej i późnej starości. Wśród inspiracji Hiltona do napisania tej książki były m.in. takie lektury jak Shambhala Nicholasa Roericha (wyd. 1930) i opowieści podróżnicze austriacko-amerykańskiego badacza i podróżnika Josepha Rocka. Według biografów sam Hamilton nigdy po Azji nie podróżował. Kojarzenie Doliny Hunzy z Shangri-la jest arbitralne, nie tylko dlatego, że leżeć ona miała w innej części Azji, ale przede wszystkim ze względu na duchowy, religijny aspekt szczęśliwości w Shangi-la przy materialistycznym, zorientowanym na zdrowie i odżywianie się, praktycznym aspekcie wizji szczęśliwości w Hunzie.

## Początki dietetyki a ludy w Dolinie Hunzy – lata 1940.
Do rozwoju wiedzy stricte naukowej na temat stanu zdrowia ludów żyjących na północnych rubieżach Gilgit Agency przyczyniły się, prowadzone od pierwszej dekady XX w., badania irlandzkiego dietetyka Roberta McCarrisona, który pracował przez jakiś czas jako lekarz w Hunzie. Jego prace, dotyczące związku między sposobem odżywiania się a występowaniem chorób tarczycy, były ogłaszane w prasie fachowej, a swoistą interpretację znalazły w adresowanej do szerokiego kręgu odbiorców książce brytyjskiego lekarza G.T. Wrencha The Wheel of Health. A study of a very healthy people, wydanej w 1938 r. Wrench powołuje się na te wyniki badań McCarrisona, które podkreślają wyjątkowe zdrowie, tężyznę fizyczną i długowieczność wielu różnych ludów zamieszkujących doliny Karakorum i Himalajów (nie tylko Hunzy), aby przedstawić własny program zachowania zdrowia przez właściwy sposób odżywiania się produktami wyprodukowanymi we właściwy sposób. Wytłumaczenie tego, co rozumie przez „właściwy”, jest treścią jego książki, a Buruszowie zamieszkujący Hunzę służą mu jako przykład ludu produkującego żywność i odżywiającego się według takiego „właściwego” programu. W opisach ludów w innych dolinach Wrench powołuje się na pisma Schomberga i przywołuje jego negatywne opinie o tych grupach jako leniwych, niedożywionych, brudnych itp. Źródeł wyższości mieszkańców Hunzy nad ich sąsiadami upatruje w lepiej rozwiniętych umiejętnościach rolniczych, sadowniczych i ogrodniczych oraz w prostocie ich posiłków opartych na produktach zbożowych i owocach. Sam Wrench nigdy w Hunzie nie był, a w tezach swojego wheel of health – toczącego się po drodze wytyczonej przez artykuły prasowe Emily Lorimer – powołuje się jedynie na badania i obserwacje przeważnie McCarrisona, jeśli idzie o samą zalecaną dietę, i na Schomberga odnośnie do zdrowia i stylu życia pewnych grup etnicznych żyjących wysoko w górach.

## Mit diety gwarantującej długowieczność
W latach 1940. ukazała się w Szwajcarii książka inspirowana – podobnie jak The Wheel of Health Wrencha – opowieścią E. Lorimer Language Hunting in the Karakoram, która w znaczący sposób umocniła mit mieszkańców Hunzy jako zachowujących rzekomo wyjątkowe zdrowie i witalność aż po wiek ponad 100 lat. Autorem Hunsa. Das Volk, das keine Krankheit kennt był Ralph Bircher, syn szwajcarskiego lekarza i dietetyka, Maxa Bircher-Bennera, znanego dzięki opracowaniu receptury musli, który dla propagowania swojej specjalnej diety opartej na niegotowanych warzywach i owocach, orzechach i ziarnach założył sanatorium (którego następcą jest istniejącą do dzisiaj klinika jego imienia). Zawarte w książce jego syna opisy trybu życia i odżywania się Hunzakuts są, według słów Davida Lorimera, w całości oparte na książce Emily Lorimer, a w znacznej części wręcz parafrazują jej własne zdania. Konkretnym celem Ralpha Birchera, który nigdy w Hunzie nie był, było umocnić wiarę w skuteczność zalecanej przez ojca diety. Jego książka odniosła ogromny sukces, także międzynarodowy, choć pociągnęło to za sobą sprawę o naruszenie praw autorskich i przekazanie D. Lorimerowi części tantiem. Nie przedstawiała ona jednak żadnych nowych danych ani sprawdzonych informacji, a stosunek jej autora do opisywanych Buruszów określił recenzent tej książki w momencie jej ukazania się jako idealizujący (Idealisierung). Wielu zawartym w niej tezom dotyczącym Buruszów zadały kłam relacje lekarzy, którzy w latach 50. XX w. odwiedzili Hunzę. David Lorimer tak skomentował w 1953 r. wrzawę wokół Hunzakuts: „Stanowczo nie przypisuję żadnej wartości budowaniu wokół Hunzy mitu, co ma miejsce od kilku lat w Szwajcarii, USA i Szwecji. W większości przypadków jest on moim zdaniem oparty na zupełnie nieodpowiednich danych prezentowanych przez osoby, które promują jakieś swoje własne teorie, dotyczące czy to rolnictwa czy zdrowia lub dietetyki, lub tym podobnych, a którzy nigdy nawet nie widzieli ani tego kraju ani jego mieszkańców”.

## Zmienna rzeczywistość mitu – lata 1950.
Relacje np. B. Grąbczewskiego, który z niechęcią mówił o brudzie, zawszeniu i takich niemiłych zwyczajach Buruszów jak żucie tytoniu, dzieli od pełnych zachwytów opowieści E. Lorimer ponad 50 lat, ale zdaniem H. Kreutzmanna niewiele się w tym okresie zmieniło w życiu samych Buruszów odnoście higieny, różne są jedynie perspektywy postrzegania realiów Hunzy. Żadne z szerzonych opowieści o długowieczności Buruszów nie znalazły potwierdzenia naukowego: ani w systematycznych badaniach medycznych ani statystycznych, choćby z tego powodu, że w Hunzie nie prowadzono nigdy rejestru urodzin i wiek określano jedynie w wielkim przybliżeniu, ponieważ język Buruszów nie znał żadnej formy zapisu. Dokładniejszym opisem stanu gospodarki Hunzy, poziomu życia i zdrowia jej mieszkańców jest książka amerykańskiego geologa Johna Clarka, który przez 20 miesięcy na początku lat 50. XX w. mieszkał wśród Buruszów w Hunzie, co opisał w książce Hunza. Lost Kingdom of the Himalayas. Obok wielu zadań, jakie sobie postawił, było założenie apteki zaopatrzonej w leki o zachodnim standardzie i udzielanie, w miarę umiejętności i możliwości, opieki medycznej mieszkańcom Doliny Hunzy. Pomijając wszelkie polityczne uwikłania misji Clarka w Hunzie i jego pozytywistyczny zapał w modernizowaniu nierozwiniętych gospodarczo regionów, istotny jest jego wkład w wiedzę o standardzie higieny i zdrowia mieszkańców Hunzy, a te według niego wcale nie były wysokie. Uważał też, że ma powody krytykować władcę Hunzy Jamala Chana, m.in. za wyłudzanie prezentów, lekarstw i przysług, niedotrzymywanie obietnic i utrudnianie pracy. Szeroko zakrojona misja Clarka zakończyła się fiaskiem głównie z powodu oporu wprowadzania jakichkolwiek zmian, jaki stawiał właśnie Jamal Chan. Clark żył w Hunzie cały czas trybem życia jej mieszkańców – jedząc to, co oni, a na przednówku razem z nimi głodując – przechodząc często ataki dyzenterii, a pod koniec pobytu zapadł poważnie na zdrowiu i wrócił do USA. Cele, które planował zrealizować, a dotyczące zarówno gospodarki, jak i ochrony zdrowia, zostały na nowo podjęte i prowadzone dopiero od lat 70. XX w., m.in. dzięki Aga Khan Development Network.
W 1954 r. przebywała w Hunzie niemiecko-austriacka wyprawa naukowo-badawcza i alpinistyczna (dokonała pierwszego wejścia na szczyt Batura, 7785 m, ponad Doliną Hunzy), która okazjonalnie pomagała też prowadzącej równocześnie tam badania medyczne niemieckiej lekarce Irene von Unruh. Choć przybyła ona do Hunzy jako entuzjastka diet Bircher-Bennera, opuszczała ją wzbogacona o krytyczne obserwacje, które sprowadzały się do konstatacji, że sposób odżywiania się Hunzakuts jest rezultatem konieczności, dyktowanej przez warunki naturalne, posty wynikają z niedostatku żywności, a choroby trapią wszystkich bez względu na poziom ubóstwa, w jakim żyją. Jako lekarz udzielała pomocy medycznej w domach na terenie doliny, z bliska poznając marny stan higieny i stanu zdrowia jej mieszkańców. W wydanej w 1955 r. książce Traumland Hunza – Erlebnisbericht von einer Asienreise opisała swoje doświadczenia i przedstawiła opartą na nich krytykę kursujących po świecie tekstów „nawiedzonych” (occultist) autorów przedstawiających fałszywe dowody długowieczności Hunzakuts wywiedzione z wyobrażeń, a nie oparte na konkretnych badaniach wśród ludzi w samej Hunzie. Relacje von Unruh, potwierdzone przez lekarza wyprawy alpinistycznej Paula Bernetta, malowały obraz zgoła odmienny od wyidealizowanego obrazka, którym afiszował się Ralph Bircher, co doprowadziło do otwartej konfrontacji między nimi, w którą Szwajcar wciągnął nawet thama Jamala Chana. Dla nich obu utrzymanie mitu o wyjątkowości długowiecznych Hunzakuts miało wymierne znaczenie handlowe i komercyjne. Ich wysiłki, pomimo kolejnych raportów medycznych, podtrzymywały niejaką żywotność mitu przez kolejne dwie dekady, aż do końca istnienia księstwa Hunzy i panowania Jamala Chana w 1974 r.

## Dwie funkcje mitu długowieczności

### W służbie turystyki

#### Pierwszy pensjonat
W latach 20. XX w., kiedy sytuacja w księstwie Hunzy pod autorytarnymi rządami Nazima Chan była stabilna a układy z władzami kolonialnymi w Gilgit harmonijne, proporcjonalnie rosło zainteresowanie tym rejonem Karakorum. Podróż na trasie między chińskim Kaszgarem a kaszmirskim Gilgitem musiała z konieczności przebiegać przez Dolinę Hunzy, a jedynym miejscem, gdzie można było się zatrzymać był niewielki zajazd w Baltit, nazwany Tash Mahal, którego właścicielem był tham Nazim Chan. Był to pierwszy pensjonat (guesthouse) w Hunzie, wzniesiony w 1925 r. w ogrodach poniżej siedziby thama. Obok pensjonatu wystawiono otwartą salę służącą zebraniom bądź audiencjom (zwaną w urdu darbār) oraz przygotowano specjalne miejsce na przedstawianie miejscowych tańców. Po okresie zaniedbania podczas rządów kolejnego mira, Ghazana Chana, te zabudowania w stolicy nakazał odnowić na początku lat 50. XX w. Jamal Chan. Wkrótce popularność Doliny Hunzy, zawdzięczająca tak wiele mitom na jej temat, przyniosła konieczność rozbudowywania bazy noclegowej. Obecnie hoteli i miejsc noclegowych jest ogromna ilość, a ich standard i ceny odpowiadają europejskim.

#### Monopol władcy
Mirowie Hunzy i ich najbliższe otoczenie byli jedynymi osobami, które z rosnącej liczby odwiedzin czerpali bezpośrednie korzyści, a ponadto to mieli dominujący wpływ na kształtowanie obrazu Hunzy i przekazów na temat kraju i jego mieszkańców. W przypadku takich gości jak Emily Lorimer był to obraz idealizujący i propagujący niemające wiele wspólnego z rzeczywistością mity, np. o długowieczności i fenomenalnym zdrowiu Hunzakuts. David Lorimer, nigdy niepodzielający przekonania o długowieczności mieszkańców Hunzy, które propagowała jego żona (zmarła w 1949 r. w wieku 68 lat), był w latach 50. XX w. stale nagabywany o informacje na temat Hunzy i Buruszów (teczkę zawierającą tę korespondencję opatrzył napisem Hunza humbug – bzdura o Hunzie), a w końcu znalazł się w otwartym konflikcie, po którego drugiej stronie stali Jamal Chan i Ralph Bircher. Cokolwiek szerzyło dobrą sławę Hunzy, jak np. opowieści R. Birchera, przyczyniało się do wzrostu liczby odwiedzających Hunzę, a pośrednio do zwiększenia dochodów jej skarbca i jej władcy. O tym, że wyłącznie tham kontrolował całościową obsługę wypraw odwiedzających Hunzę, donosiły wszystkie ekspedycje, poczynając od francuskiej Croisière Jaune (pod patronatem producenta Citroën i francuskiej Société de Géographie) w 1931 r. po niemieckie i austriackie wyprawy alpinistyczne w latach 50. Podczas rządów ostatniego thama Hunzy, Jamala Chana, w latach 1947 do 1974, turystyczna prosperity „osiągnęła apogeum i mīr Jamal Chan odgrywał rolę idealnego gospodarza, snującego opowieści o dolinie długowieczności, o zdrowej żywności i o wolnej od występku krainie, której wszyscy mieszkańcy są zadowolenie z jego ojcowskich rządów”.

### W służbie komercji
Ogólnoświatową popularność, jaką zdobyły różne modele diet „Hunza” czy „himalajskiej” jest wynikiem kampanii reklamowym wielkich koncernów przemysłu spożywczego i ma najwyżej nikły związek ze sposobem odżywiania się Hunzakuts. Wykazał to w swojej książce Fear of Food: A History of Why We Worry about What We Eat Harvey Levenstein, amerykański profesor historii. Wybiórczego traktowania w celach komercyjnych i propagandowych faktów na temat Buruszów, ich metod uprawy roli oraz sposobu odżywiania się dotyczy artykuł The Healthy Hunza Narrative in the Twentieth-Century Organic Movement, który miał być zaprezentowany w 2020 r. na dorocznej konferencji World History Association pod tytułem „Sustainability & Preservation: Local + Regional + Global”, która nie odbyła się z powodu pandemii COVID-19.